# Cemetery Junction
Pour plus de détails, voir Fiche technique et Distribution.
Cemetery Junction est un film britannique réalisé par Stephen Merchant et Ricky Gervais et sorti en 2010.

## Synopsis
Dans les années 1970, trois jeunes hommes, meilleurs amis depuis de nombreuses années et vivant dans le petit village de Cemetery Junction, arrivent à un tournant de leur vie où ils doivent prendre de nombreuses décisions. D'un côté, Freddie décide de s'élever dans l'échelle sociale en intégrant une compagnie d'assurance dirigée par le père de son amour de jeunesse, Julie. Quant à son ami Snork, il travaille dans la petite gare du village et désire trouver enfin une petite amie, et ce, en dépit de son physique ingrat. Enfin, Bruce n'a qu'un désir : quitter Cemetery Junction où il étouffe entre son emploi à l'usine et son père qu'il tient pour responsable du départ de sa mère.

## Fiche technique
- Titre : Cemetery Junction
- Titre français : Adieu à Cemetery Junction
- Réalisation : Stephen Merchant et Ricky Gervais
- Scénario : Stephen Merchant et Ricky Gervais
- Production : Stephen Merchant, Sue Baden-Powell et Ricky Gervais
- Photo : Remi Adefarasin
- Montage : Valerio Bonelli
- Pays :  Royaume-Uni
- Langue : anglais
- Date de sortie :
  -  Royaume-Uni : 14 avril 2010

## Distribution
- Christian Cooke : Frederick « Freddie » Taylor
- Felicity Jones : Julie
- Tom Hughes : Bruce Pearson
- Jack Doolan : Snork
- Matthew Goode : Mike Ramsay
- Ralph Fiennes : M. Kendrick
- Emily Watson : Mme. Kendrick
- Ricky Gervais : Len Taylor
- Julia Davis : M. Taylor
- Steve Speirs : le sergent Wyn Davies
- Francis Magee : M. Pearson
- Katy Murphy : Mme. Waring
- Burn Gorman : Renwick
- Michael Jibson : Cliff
- Anne Reid : la grand-mère de Freddie